# Federaal Electoraal Instituut
Het Federaal Electoraal Instituut (Spaans: Instituto Federal Electoral, IFE) was een onafhankelijke, openbare organisatie belast met het organiseren van federale verkiezingen in Mexico.
Het IFE werd opgericht op 11 oktober 1990, in de nasleep van de frauduleuze presidentsverkiezingen van 1988. Het IFE had tot doel excessen zoals die in 1988, waarbij de Institutioneel Revolutionaire Partij (PRI) haar machtspositie misbruikte om de verkiezingen te winnen, te voorkomen en het land te democratiseren.
Na zijn oprichting heeft het IFE een aantal hervormingen ondergaan. De belangrijkste waren in 1996 toen de onafhankelijkheid versterkt werd en het officials van het IFE verboden werd op wat voor manier dan ook contacten te onderhouden met politieke partijen.
De voorzitter van het IFE was Leonardo Valdés Zurita. Het hoofdkwartier van het IFE was gevestigd in Mexico-Stad.
Op 10 februari 2014 werd het IFE afgeschaft en vervangen door het Nationaal Electoraal Instituut (Instituto Nacional Electoral, INE). Deze nieuwe organisatie is verantwoordelijk voor de organisatie van alle lokale en nationale verkiezingen in Mexico.